# Будинок на вулиці Валовій, 2 (Львів)
Будинок за адресою вулиця Валова, 2 у Львові — багатоквартирний житловий чотириповерховий будинок з магазинним приміщенням на першому поверсі. Пам'ятка архітектури місцевого значення номер 11.Будинок розташований на розі вулиці Валової і площі Міцкевича.

## Історія
Кам'яниця збудована на початку ХІХ століття, пізніше зазнавала декількох реконструкцій, коли у 1912 році розширювали вітрини на першому поверсі, та у 1935 році, тоді проводилися роботи з відновлення фасаду будинку. Остання реставрація проводилася 2003 році.
На першому поверсі в різний період містилися магазини. Зараз тут магазини брендового одягу «Levi's», магазин білизни «Atlantic» та крамниця жіночого одягу та взуття «Декольте». Верхні поверхи житлові та офіси. У будинку знаходиться Управління державної реєстрації Львівської міської ради.

## Архітектура

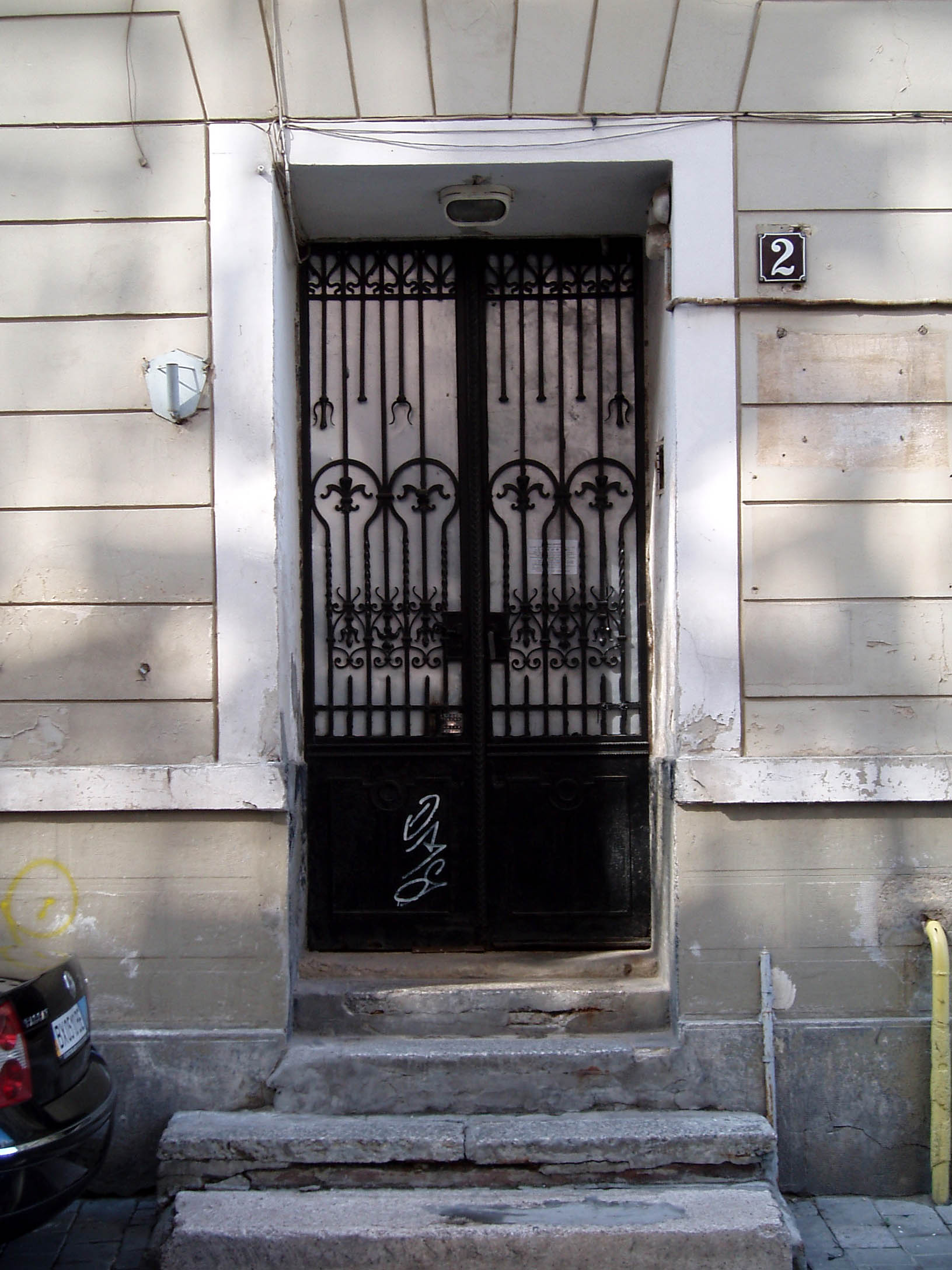
Вхідна брама

Чотириповерховий цегляний будинок, зведений у стилі історизму. Будинок в плані прямокутний, з симетричний фасадом. Розташування приміщень в будинку секційне та анфіладне. Перший поверх рустований з великими вітринними вікнами. Фасад другого поверху декорований лінійним рустом, вікна на поверсі з лінійними профільованими обрамленнями. Відділений перший поверх від другого профільною тягою. Третій поверх відділений знизу лінійним карнизом, вікна на поверсі з профільованим обрамуванням, зверху завершені сегментними сандриками в які поміщено декоровані гербові картуші. Вікна четвертого поверху зверху прикрашені ліпними гірляндами. Над вікнами четвертого поверху, поміщені маленькі прямокутні горищні вікна. Завершується будинок профільованим карнизом, з ліпними консолями та оздоблений сухариком.